# Симинчі
Симинчі́ (рос. Симинчи) — село у складі Артинського міського округу Свердловської області.
Населення — 299 осіб (2010, 348 у 2002).
Національний склад станом на 2002 рік: росіяни — 76 %.